# Wallace Booth
Wallace Booth (Comrie, Perthshire, 24 juli 1985) is een golfer uit Schotland. Hij is lid van de Comrie Golf Club en de broer van Carly Booth die op de Ladies European Tour speelt.
Booth studeerde aan de Augusta State University en heeft een graad in Business Marketing. Zomer 2007 kwam hij terug. In 2008 won hij de Eisenhower Trophy met onder anderen Sam Hutsby.

## Amateur
In 2007 won hij de Cameron Corbett Vase in Schotland, in 2006 was hij reeds 3de geworden.

### Gewonnen
- 2007: Cameron Corbett Vase
- 2008: Bidwells Scottish Stroke Play Championship

### Teams
- Hootie at Bulls Bay Intercollegiate champion
- Eisenhower Trophy: 2008 (winnaars) op de Grange Golf Club in Adelaide.
- St Andrews Trophy: 2008 (winnaars)
- Bonallack Trophy: 2008
- Walker Cup: 2009

## Professional
Na het spelen van de Walker Cup werd Booth in september 2009 professional. Zijn manager is Hambric Stellar Golf, zij zijn ook de manager van onder meer Justin Leonard, Phil Mickelson, Corey Pavin, Larry Mize, Scott Simpson en Bob Tway.
Eind 2009 ging hij naar de Tourschool, maar slaagde er niet in zijn tourkaart te bemachtigen. Daarna vertrok hij naar de Tourschool in Thailand om te proberen een kaart voor de Aziatische PGA Tour te halen. Zijn 17-jarige zusje Carly Booth kwalificeerde zich voor de Ladies European Tour.
In 2010 speelde Booth op de Europese Challenge Tour. Op de Tourschool won hij Stage 1 op de Dundonald Links Golf Course in Schotland.